# Patrice Bergeron
Pour les articles homonymes, voir Bergeron.
Patrice Bergeron-Cleary (né le 24 juillet 1985, à L'Ancienne-Lorette, dans la province de Québec au Canada) est un joueur professionnel canadien de hockey sur glace. Il évolue au poste de centre. Il a été, de 2021 à 2023, capitaine des Bruins de Boston. Il remporte avec le Canada le championnat du monde 2004, le championnat du monde junior 2005, les Jeux olympiques de 2010 et la Coupe Spengler 2012. Avec les Bruins de Boston, il décroche la Coupe Stanley 2011 devenant le vingt-cinquième membre du Club Triple Or. Aux Jeux olympiques de 2014, il remporte une seconde médaille d'or avec Équipe Canada.
Il est largement considéré comme l’un des meilleurs centres défensifs de l’histoire de la Ligue nationale de hockey, détenant le record du plus grand nombre de trophées Frank-J.-Selke (six) devant Bob Gainey (quatre). Il est par ailleurs reconnu pour son efficacité dans les cercles de mise en jeu.

## Biographie
Bergeron est le fils de Gerard Cleary, dont la famille est d'origine irlandaise, et de Sylvie Bergeron. Il grandit principalement à Charny, une localité située sur la rive sud de Québec, avant de s'installer à Sillery, sur la rive nord, à l'âge de 12 ans.

### Carrière junior
En 2001, alors qu'il évolue au sein des Gouverneurs de la Rive-Nord, le Titan d'Acadie-Bathurst le sélectionne au cinquième tour, 80e position, lors du repêchage de la Ligue de hockey junior majeur du Québec. La saison suivante, il intègre les rangs du Blizzard du Séminaire Saint-François dans la ligue Midget AAA du Québec. Malgré le classement modeste de son équipe, terminant sixième et dernière de la Division Koho, Bergeron s'illustre en dominant toutes les catégories offensives du Blizzard : 25 buts, 37 passes et 62 points en saison régulière. 
Lors des séries éliminatoires, il poursuit sur sa lancée avec 10 points en 8 rencontres. Le Blizzard élimine les Commandeurs de Lévis en quart de finale de division (3-1) avant de s'incliner face aux Gaulois du Collège Antoine-Girouard en demi-finale. Cette même saison, Bergeron fait ses premières apparitions en LHJMQ, disputant quatre matchs avec le Titan et récoltant une passe.
La saison 2002-2003 marque son établissement définitif dans la LHJMQ sous les couleurs du Titan. En 71 rencontres de saison régulière, il compile 73 points, dont 21 buts, se positionnant comme le troisième meilleur pointeur de l'équipe derrière Olivier Filion (104 points) et Jonathan Ferland (89 points). Le Titan, après avoir terminé deuxième de la division Atlantique, s'incline en demi-finale d'association face aux Mooseheads d'Halifax au terme d'une série disputée en sept matchs. Durant ces séries éliminatoires, Bergeron se distingue avec 15 points (6 buts, 9 passes) en 11 matchs, devenant le deuxième compteur de l'équipe néo-brunswickoise derrière Michaël Tessier.
Ses performances lui valent d'être repêché par les Bruins de Boston au deuxième tour, 45e rang, lors du repêchage d'entrée dans la LNH 2003.

### Les Bruins de Boston

#### Champion du monde
Il passe professionnel à l'âge de 18 ans. Lors du camp d'entraînement 2003 des Bruins, il parvient à gagner sa place dans l'alignement 2003-2004 des Bruins. Pour la quatrième saison consécutive, il évolue à un échelon supérieur. L'entraîneur de la franchise de Boston est Mike Sullivan. Le 8 octobre 2003, il dispute son premier match dans la LNH face aux Devils du New Jersey. Son premier point est une assistance contre les Stars de Dallas le 15 octobre. Le match suivant, le 18 octobre, il marque son premier but ainsi que deux aides contre les Kings de Los Angeles. Bergeron participe au match des jeunes étoiles avec l'association de l'Est. L'équipe de l'Ouest l'emporte 7-3 au Xcel Energy Center de Saint-Paul dans l'État du Minnesota. Bergeron offre une passe à Eric Staal. Lors de la saison régulière, il récolte 39 points dont 16 buts en 71 parties. Premiers de la Division Nord Est, les Bruins s'inclinent 4 victoires à 3 en quarts de finale d'association de la Coupe Stanley contre les Canadiens de Montréal.
Il représente le Canada au niveau international. En 2004, Joël Quenneville le sélectionne pour participer au championnat du monde à Prague. Il inscrit un but dans cette compétition, celui de la victoire 2-0 contre la Lettonie en phase de poule. Le Canada remporte la médaille d'or en battant en finale la Suède 5-3.

#### Champion du monde junior
Durant le lock-out de la LNH en 2004-2005, Bergeron décide de jouer au sein du club ferme des Bruins de Boston dans la Ligue américaine de hockey, les Bruins de Providence. 

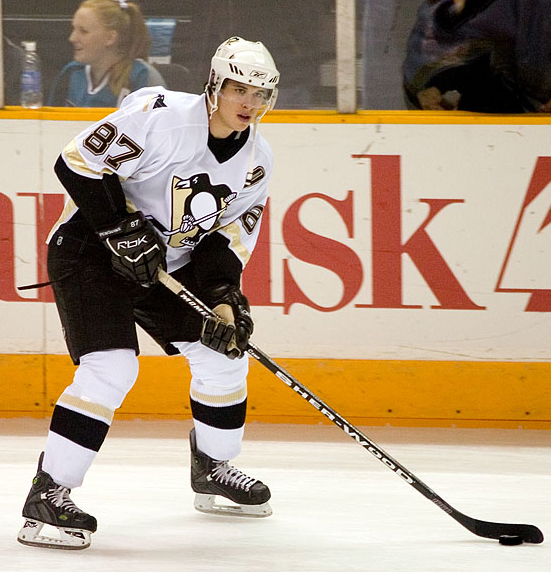
Bergeron et Sidney Crosby (ici avec les couleurs des Penguins de Pittsburgh) sont sacrés champions du monde junior 2005 et champions olympiques 2010.

Durant l'hiver, il participe au championnat du monde junior 2005. Il n'avait pu y participer la saison précédente puisqu'il jouait dans la LNH. Lors de ce tournoi, il est nommé assistant-capitaine de Mike Richards. La sélection de Brent Sutter remporte la médaille d'or. Aligné au centre d'un trio composé de Sidney Crosby et Corey Perry, Bergeron marque un but en demi-finale contre la République tchèque puis et un but et une assistance lors de la finale remportée 6-1 contre la Russie. Le centre est le meilleur pointeur de l'épreuve avec 13 points en six parties. Il devient le premier joueur à avoir remporté une médaille d'or dans une compétition senior avant une compétition junior.
De retour dans la LAH, il est convié au Match des étoiles en février 2005. Il inscrit deux assistances avec l'équipe Canada. Le match se déroule à la Verizon Wireless Arena de Manchester. L'équipe Planète-USA l'emporte 5-4 aux tirs de fusillade. Son compteur de points affiche un total de 71 dont 21 buts. Les Bruins se classent quatrièmes de la Division Atlantique et se qualifient pour les séries éliminatoires de la Coupe Calder. Les Phantoms de Philadelphie, vainqueurs de cette édition barrent la route des Bruins en finale d'association de l'Est 4 victoires à 2. Bergeron inscrit 5 buts et 7 assistances.
Lors de la saison 2005-2006, Dave Lewis est nommé entraîneur des Bruins. Bergeron devient le centre numéro un de l'équipe, après l'échange de Joe Thornton aux Sharks de San José. Il joue aux côtés de Marco Sturm et Brad Boyes. Il termine meilleur pointeur de son équipe, avec une récolte de 31 buts et 42 passes pour un total de 73 points. Cependant, son différentiel +/- est le plus mauvais de son équipe avec -28. Seuls Joffrey Lupul (-29) et R. J. Umberger (-32) font pire dans la LNH. Mais la saison des Bruins se termine à l'issue de la saison régulière avec leur dernière place de la Division Nord-Est. Le numéro 37 des Bruins reçoit le Trophée du septième Joueur récompensant le joueur ayant évolué à un niveau plus élevé que celui attendu après un vote des fans des Bruins. Les Bruins lui décernent en plus le trophée Elizabeth-C.-Dufresne du joueur le plus impressionnant lors des matchs à domicile.
Il rejoint ensuite l'équipe Canada entraînée par Marc Habscheid afin de disputer le championnat du monde. Il est aligné avec son coéquipier aux Bruins, Brad Boyes, et Crosby. En plus d'une assistance, Bergeron marque le but de la victoire 4-1 face à la Slovaquie en quart de finale. En demi-finale, les Suédois se qualifient en battant le Canada 5-4, le quatrième but canadien étant marqué par le joueur des Bruins. Le Canada échoue 5-0 pour la médaille de bronze face à la Finlande et son gardien Fredrik Norrena. Crosby termine à la tête du classement des pointeurs avec 16 points devant Bergeron avec 14 points.
En 2007, Lewis est remplacé par Claude Julien à la tête de l'équipe. Bergeron devient assistant capitaine des Bruins. Le capitanat revenant au slovaque Zdeno Chára. Le 27 octobre 2007, Bergeron est blessé par Randy Jones des Flyers de Philadelphie. Il reste évanoui sur la glace pendant sept minutes avant d'être évacué sur une civière puis amené à l'hôpital. Jones est suspendu deux matchs par la LNH. Bergeron souffre d'une commotion cérébrale sévère et d'une fracture du nez. Le 8 novembre, Bergeron annonce qu'il ne prendrait aucune action en justice contre Jones qui a essayé de le contacter pour s'excuser. Le 18 janvier 2008, le Boston Globe annonce que Peter Chiarelli, manageur général des Bruins, libère le Québécois dont l'évolution de sa blessure régresse. Il a joué 10 matchs pour 7 points de saison régulière. En mars, Bergeron revient sur la glace avec le gardien Manny Fernandez, blessé au genou. Il reprend progressivement les entraînements avec contacts début avril. Il envisage de revenir pour les séries éliminatoires avant que les docteurs de l'équipe ne refusent. Les Bruins atteignent les quarts de finale d'association où ils perdent 4-3 contre les Canadiens de Montréal.
Bergeron ne ressent plus aucun symptôme durant la préparation qu'il effectue pendant l'intersaison. Il participe au camp de développement des Bruins durant l'été 2008 puis au camp d'entraînement des Bruins. Claude Julien est le nouvel entraîneur de l'équipe. Il fait son retour au jeu le 22 septembre 2008 lors du premier match de pré-saison contre les Canadiens de Montréal. Les Bruins remportent la rencontre disputée à Halifax 8-3. Il marque son premier but le 23 octobre lors d'un match de saison régulière perdu 4-2 contre les Maple Leafs de Toronto. Le 20 décembre 2008 souffre d'une nouvelle commotion après une collision avec le défenseur des Hurricanes de la Caroline Dennis Seidenberg. Il quitte l'hôpital un jour plus tard et est placé sur la liste des blessés. Il fait son retour un mois plus tard. Il dispute 64 matchs de saison régulière pour 39 points. Les Bruins terminent en première position de la saison régulière. Ils s'inclinent 4-3 en demi-finale d'association face aux Hurricanes. Bergeron sert 5 assistances en 11 rencontres.

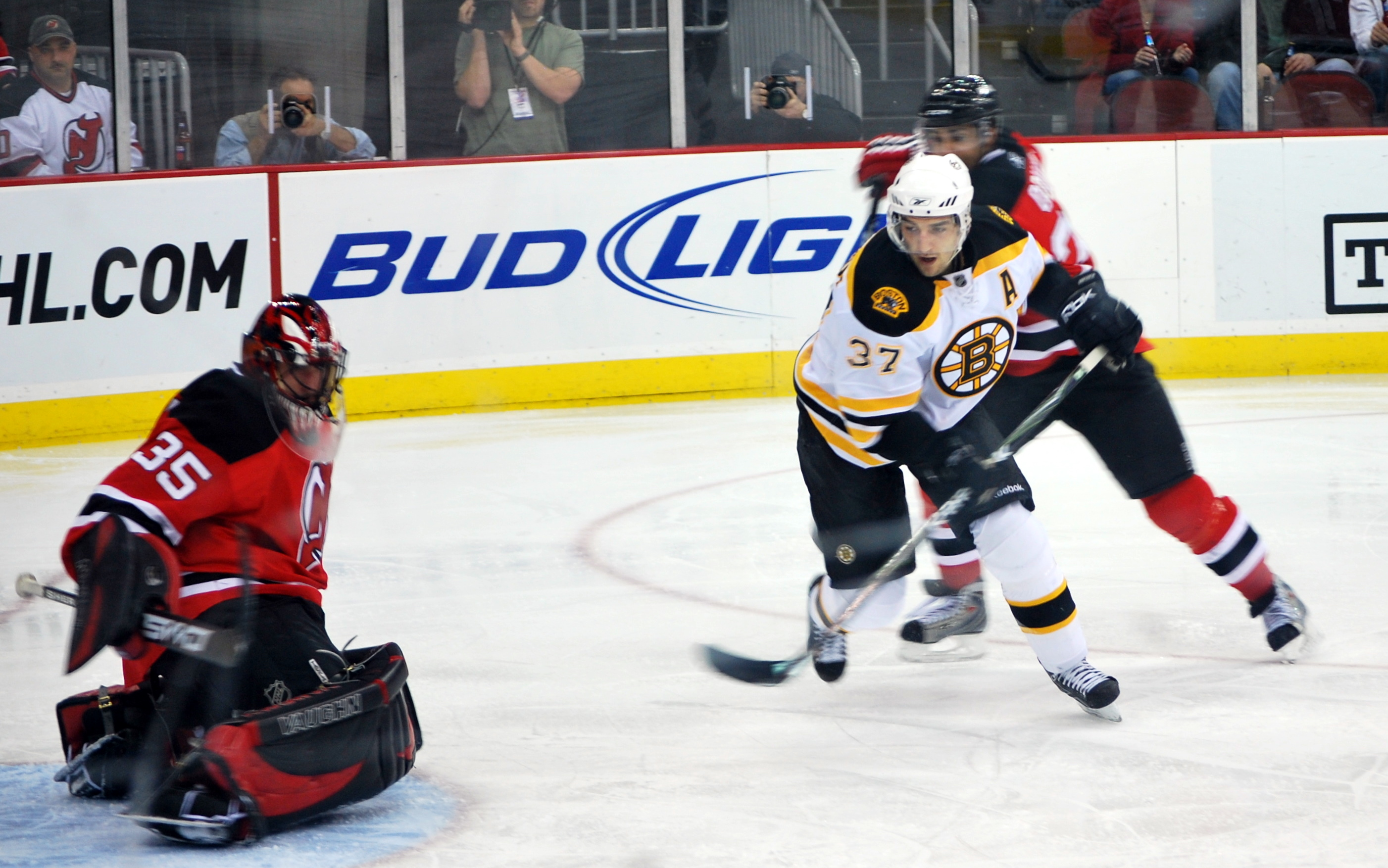
Bergeron (à droite) devant Scott Clemmensen.

#### L'or olympique
Le 30 décembre 2009, Bergeron est choisi pour faire partie de l'équipe canadienne qui participe aux Jeux olympiques d'hiver de Vancouver en février 2010. Il s'agit d'un très grand honneur pour Bergeron, lui qui n'a pas participé au camp d'entraînement de l'équipe canadienne durant l'été 2009. Il est le treizième attaquant de l'équipe. Il est utilisé dans les tâches défensives, comme les engagements en zone défensive et les infériorités numériques. Il compte une assistance contre la Norvège en neuf parties. Deuxième de la poule A derrière l'équipe américaine, le Canada élimine l'Allemagne lors du tour qualificatif puis élimine la Russie en quart de finale et la Slovaquie en demi-finale. Lors du match pour la médaille d'or, les États-Unis menés 2-0 sur des buts de Jonathan Toews et Corey Perry reviennent au score par Ryan Kesler et Zach Parisé. Sidney Crosby donne le titre aux Canadiens durant la prolongation.

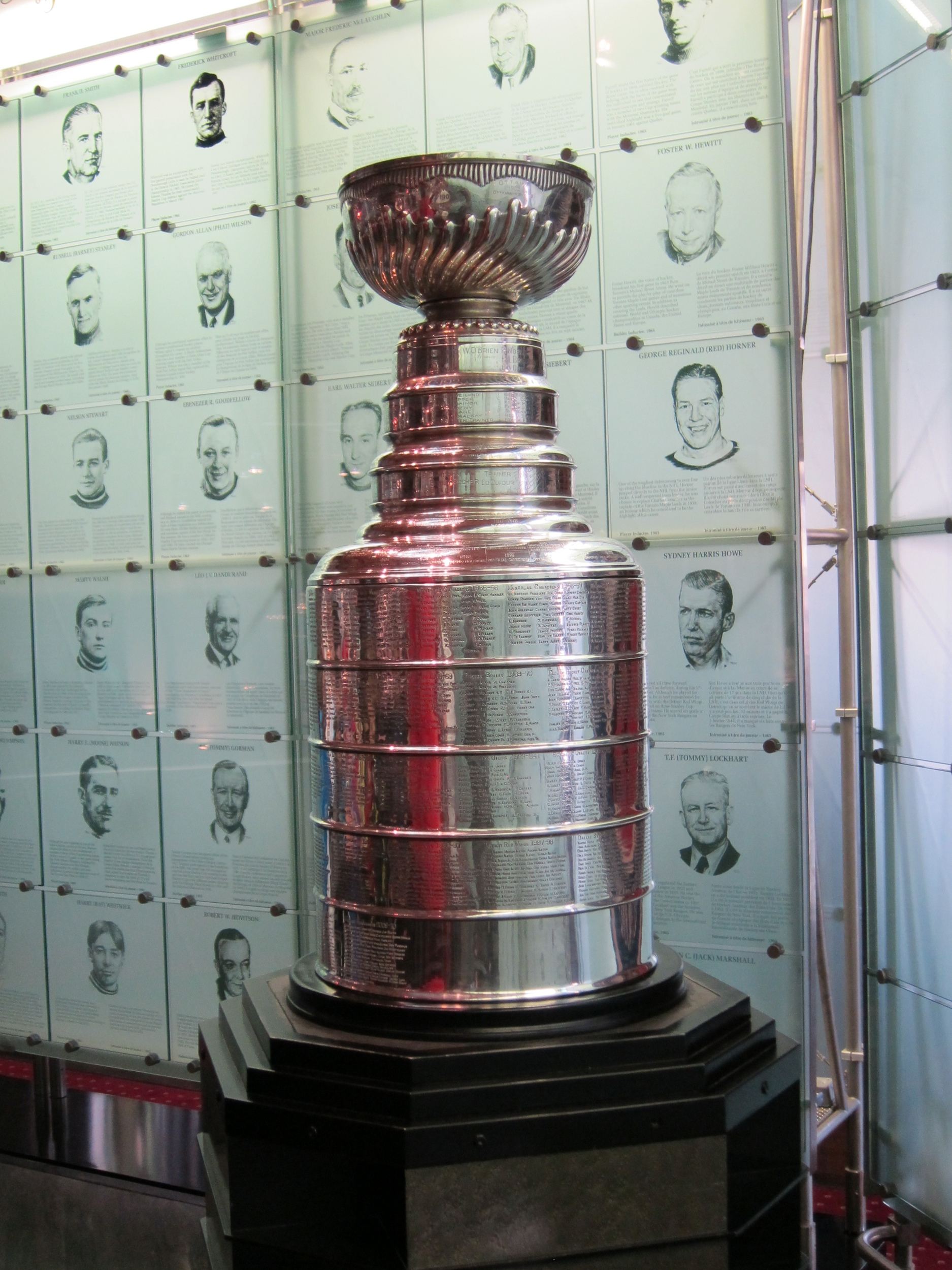
La coupe Stanley.

Lors de la saison 2009-2010 de la LNH, il mène à égalité avec David Krejčí les pointeurs de Bruins avec 52 points en saison régulière. Le 1er janvier 2010, les Bruins disputent Classique hivernale de la LNH Classique hivernale de la LNH 2010 au Fenway Park face aux Flyers de Philadelphie. Ils s'imposent 2-1 en prolongation avec une assistance de Bergeron sur le but vainqueur de Marco Sturm. Sixièmes de l'association de l'Est, ils éliminent les Sabres de Buffalo 4-2 avant de s'incliner 4-3 face aux Flyers de Philadelphie en quart de finale. Bergeron, 11 points en 13 rencontres, est devancé d'un point par le défenseur Dennis Wideman chez les compteurs des Bruins. Bergeron gagne son deuxième trophée Elizabeth-C.-Dufresne, remis par les Bruins.

#### La Coupe Stanley
Le 8 octobre 2010, il signe un nouveau contrat avec les Bruins d'une valeur de 15 millions de dollars pour trois saisons. Le 11 janvier 2011, il réussit le premier coup du chapeau de sa carrière aux dépens de Brian Elliott, le gardien des Sénateurs d'Ottawa. Il est nommé joueur du mois de janvier avec 17 points, un différentiel de +13 en 14 matchs. Le 6 mai 2011, Patrice Bergeron subit une commotion cérébrale mineure, lors d'une mise en échec encaissé à l'endroit de Claude Giroux, joueur des Flyers de Philadelphie. Bergeron termine la saison régulière avec 57 points en 80 matchs, et un différentiel de +20, le plus élevé depuis qu'il évolue dans la LNH. Il évolue sur un trio composé de Brad Marchand et Mark Recchi aux ailes. Il est le troisième pointeur de l'équipe derrière les 62 points de Milan Lucic et David Krejčí. Les Bruins terminent en tête de la division Nord-Est. Lors des séries éliminatoires, ils écartent successivement les Canadiens de Montréal 4-3, les Flyers de Philadelphie 4-0 et le Lightning de Tampa Bay 4-3. Les Bruins affrontent les Canucks de Vancouver en finale. Lors du premier match, Bergeron est mordu au doigt par Alexandre Burrows. Après six rencontres, les équipes sont à égalité, chacune ayant remporté les rencontres à domicile. Le 15 juin 2011, lors du septième match, les Bruins l'emportant 4-0 à la Rogers Arena et décrochent la Coupe Stanley. Bergeron compte deux buts dont celui de la victoire. Il récolte la deuxième étoile du match derrière son coéquipier Tim Thomas. Avec quatorze assistances, il est le deuxième meilleur passeur des séries derrière l'attaquant des Canucks Henrik Sedin. Il est le troisième pointeur derrière Krejčí (23 points) et Henrik Sedin (22 points) avec 20 points. Deux de ses six buts sont inscrits en infériorité numérique ce qui fait de lui le meilleur dans cette statistique. Avec cette coupe Stanley, Bergeron devient le vingt-cinquième membre du Club Triple Or. Comme tous les joueurs champions de la Coupe Stanley, Bergeron peut emmener le trophée où il veut pour partager son succès avec ses amis et sa famille ; ainsi le 7 août 2011, il amène la coupe dans la ville de Québec.

#### La suite
Le 21 novembre 2022, Bergeron devient le 94e joueur de l'histoire de la LNH à atteindre les 1 000 points en carrière dans une victoire de 5-3 contre le Lightning de Tampa Bay.
Patrice Bergeron annonce sa retraite du hockey le 25 juillet 2023.

## Statistiques

### En club
| Saison     | Équipe                               | Ligue      |       | Saison régulière | Saison régulière | Saison régulière | Saison régulière | Saison régulière | Saison régulière |    | Séries éliminatoires | Séries éliminatoires | Séries éliminatoires | Séries éliminatoires | Séries éliminatoires | Séries éliminatoires |
| Saison     | Équipe                               | Ligue      | PJ    | B                | A                | Pts              | Pun              | +/-              | PJ               | B  | A                    | Pts                  | Pun                  | +/-                  |                      |                      |
| 2000-2001  | Gouverneurs de la Rive-Nord          | Bantam AA  | 5     | 1                | 2                | 3                | 0                |                  | -                | -  | -                    | -                    | -                    | -                    |                      |                      |
| 2001-2002  | Blizzard du Séminaire Saint-François | Midget AAA | 38    | 25               | 37               | 62               | 18               |                  | 8                | 6  | 4                    | 10                   | 10                   |                      |                      |                      |
| 2001-2002  | Titan d'Acadie-Bathurst              | LHJMQ      | 4     | 0                | 1                | 1                | 0                | +1               | -                | -  | -                    | -                    | -                    | -                    |                      |                      |
| 2002-2003  | Titan d'Acadie-Bathurst              | LHJMQ      | 70    | 23               | 50               | 73               | 62               | +27              | 11               | 6  | 9                    | 15                   | 6                    | +8                   |                      |                      |
| 2003-2004  | Bruins de Boston                     | LNH        | 71    | 16               | 23               | 39               | 22               | +5               | 7                | 1  | 3                    | 4                    | 0                    | +5                   |                      |                      |
| 2004-2005  | Bruins de Providence                 | LAH        | 68    | 21               | 40               | 61               | 59               | +2               | 16               | 5  | 7                    | 12                   | 4                    | -3                   |                      |                      |
| 2005-2006  | Bruins de Boston                     | LNH        | 81    | 31               | 42               | 73               | 22               | +3               | -                | -  | -                    | -                    | -                    | -                    |                      |                      |
| 2006-2007  | Bruins de Boston                     | LNH        | 77    | 22               | 48               | 70               | 26               | -28              | -                | -  | -                    | -                    | -                    | -                    |                      |                      |
| 2007-2008  | Bruins de Boston                     | LNH        | 10    | 3                | 4                | 7                | 2                | +2               | -                | -  | -                    | -                    | -                    | -                    |                      |                      |
| 2008-2009  | Bruins de Boston                     | LNH        | 64    | 8                | 31               | 39               | 16               | +2               | 11               | 0  | 5                    | 5                    | 11                   | +3                   |                      |                      |
| 2009-2010  | Bruins de Boston                     | LNH        | 73    | 19               | 33               | 52               | 28               | +6               | 13               | 4  | 7                    | 11                   | 2                    | +4                   |                      |                      |
| 2010-2011  | Bruins de Boston                     | LNH        | 80    | 22               | 35               | 57               | 26               | +20              | 23               | 6  | 14                   | 20                   | 28                   | +15                  |                      |                      |
| 2011-2012  | Bruins de Boston                     | LNH        | 81    | 22               | 42               | 64               | 20               | +36              | 7                | 0  | 2                    | 2                    | 8                    | 0                    |                      |                      |
| 2012-2013  | HC Lugano                            | LNA        | 21    | 11               | 18               | 29               | 8                | +6               | -                | -  | -                    | -                    | -                    | -                    |                      |                      |
| 2012-2013  | Bruins de Boston                     | LNH        | 42    | 10               | 22               | 32               | 18               | +24              | 22               | 9  | 6                    | 15                   | 13                   | +2                   |                      |                      |
| 2013-2014  | Bruins de Boston                     | LNH        | 80    | 30               | 32               | 62               | 43               | +38              | 12               | 3  | 6                    | 9                    | 4                    | +1                   |                      |                      |
| 2014-2015  | Bruins de Boston                     | LNH        | 81    | 23               | 32               | 55               | 44               | +2               | -                | -  | -                    | -                    | -                    | -                    |                      |                      |
| 2015-2016  | Bruins de Boston                     | LNH        | 80    | 32               | 36               | 68               | 49               | +12              | -                | -  | -                    | -                    | -                    | -                    |                      |                      |
| 2016-2017  | Bruins de Boston                     | LNH        | 79    | 21               | 32               | 53               | 24               | +12              | 6                | 2  | 2                    | 4                    | 2                    | +2                   |                      |                      |
| 2017-2018  | Bruins de Boston                     | LNH        | 64    | 30               | 33               | 63               | 26               | +21              | 11               | 6  | 10                   | 16                   | 2                    | +6                   |                      |                      |
| 2018-2019  | Bruins de Boston                     | LNH        | 65    | 32               | 47               | 79               | 30               | +23              | 24               | 9  | 8                    | 17                   | 12                   |                      |                      |                      |
| 2019-2020  | Bruins de Boston                     | LNH        | 61    | 31               | 25               | 56               | 28               | +23              | 13               | 2  | 6                    | 8                    | 6                    |                      |                      |                      |
| 2020-2021  | Bruins de Boston                     | LNH        | 54    | 23               | 25               | 48               | 16               | +27              | 11               | 4  | 5                    | 9                    | 4                    | +1                   |                      |                      |
| 2021-2022  | Bruins de Boston                     | LNH        | 73    | 25               | 40               | 65               | 32               | +26              | 7                | 3  | 4                    | 7                    | 4                    | +3                   |                      |                      |
| 2022-2023  | Bruins de Boston                     | LNH        | 78    | 27               | 31               | 58               | 22               | +35              | 3                | 1  | 0                    | 1                    | 0                    | -6                   |                      |                      |
| Totaux LNH | Totaux LNH                           | Totaux LNH | 1 294 | 427              | 613              | 1 040            | 494              | +289             | 170              | 50 | 78                   | 128                  | 96                   | +42                  |                      |                      |

### En équipe nationale
| Année | Compétition                 |   | PJ | B | A  | Pts | Pun | +/-             |  | Résultat |
| 2004  | Championnat du monde        | 9 | 1  | 0 | 1  | 4   | -1  | Médaille d'or   |  |          |
| 2005  | Championnat du monde junior | 6 | 5  | 8 | 13 | 6   | +5  | Médaille d'or   |  |          |
| 2006  | Championnat du monde        | 9 | 6  | 8 | 14 | 2   | +5  | Quatrième place |  |          |
| 2010  | Jeux olympiques             | 7 | 0  | 1 | 1  | 2   | -2  | Médaille d'or   |  |          |
| 2012  | Coupe Spengler              | 4 | 1  | 4 | 5  | 2   | +2  | Vainqueur       |  |          |
| 2014  | Jeux olympiques             | 6 | 0  | 2 | 2  | 4   | +4  | Médaille d'or   |  |          |
| 2016  | Coupe du monde              | 6 | 4  | 3 | 7  | 2   | +4  | Vainqueur       |  |          |

## Trophées et honneurs personnels

### Ligue de hockey Midget AAA du Québec
- 2002 : nommé dans la deuxième équipe d'étoiles

### Ligue de hockey junior majeur du Québec
- 2002 : nommé recrue du mois de décembre
- 2003 : nommé recrue du mois de janvier
- 2011 : son numéro 37 est retiré par son ancienne équipe junior le Titan d'Acadie-Bathurst le 25 septembre 2011

### Ligue américaine de hockey
- 2004 : nommé joueur de la semaine du 15 au 21 novembre
- 2005 : participe au Match des étoiles avec l'équipe Canada

### Championnat du monde junior
- 2005 :
  - termine meilleur pointeur
  - nommé meilleur joueur
  - nommé dans l'équipe type

### Bruins de Boston
- 2006 :
  - remporte le trophée du septième Joueur
  - remporte le trophée Elizabeth-C.-Dufresne (1)
- 2010 : remporte le trophée Elizabeth-C.-Dufresne (2)
- 2013 : remporte le trophée Elizabeth-C.-Dufresne (3)

### Ligue nationale de hockey
- 2004 : participe au match des jeunes étoiles de la LNH
- 2011 : 
  - gagne la coupe Stanley [42]
  - nommé joueur du mois de janvier
- 2012 : remporte le trophée Frank-J.-Selke (1)
- 2014 : remporte le trophée Frank-J.-Selke (2)
- 2015 :
  - participe au 60e Match des étoiles (1)
  - remporte le trophée Frank-J.-Selke (3)
- 2016 : participe au 61e Match des étoiles [43](2)
- 2017 : remporte le trophée Frank-J.-Selke[44] (4)
- 2021 : remporte le trophée Mark-Messier pour son leadership
- 2022 : 
  - remporte le trophée Frank-J.-Selke[45] (5)
  - participe au 66e Match des étoiles (3)
- 2023 : remporte le trophée Frank-J.-Selke[46] (6)

### Championnat du monde
- 2006 : nommé par son entraîneur comme l'un des trois meilleurs joueurs du Canada (avec Stéphane Robidas et Sidney Crosby)